# Sesostris II.

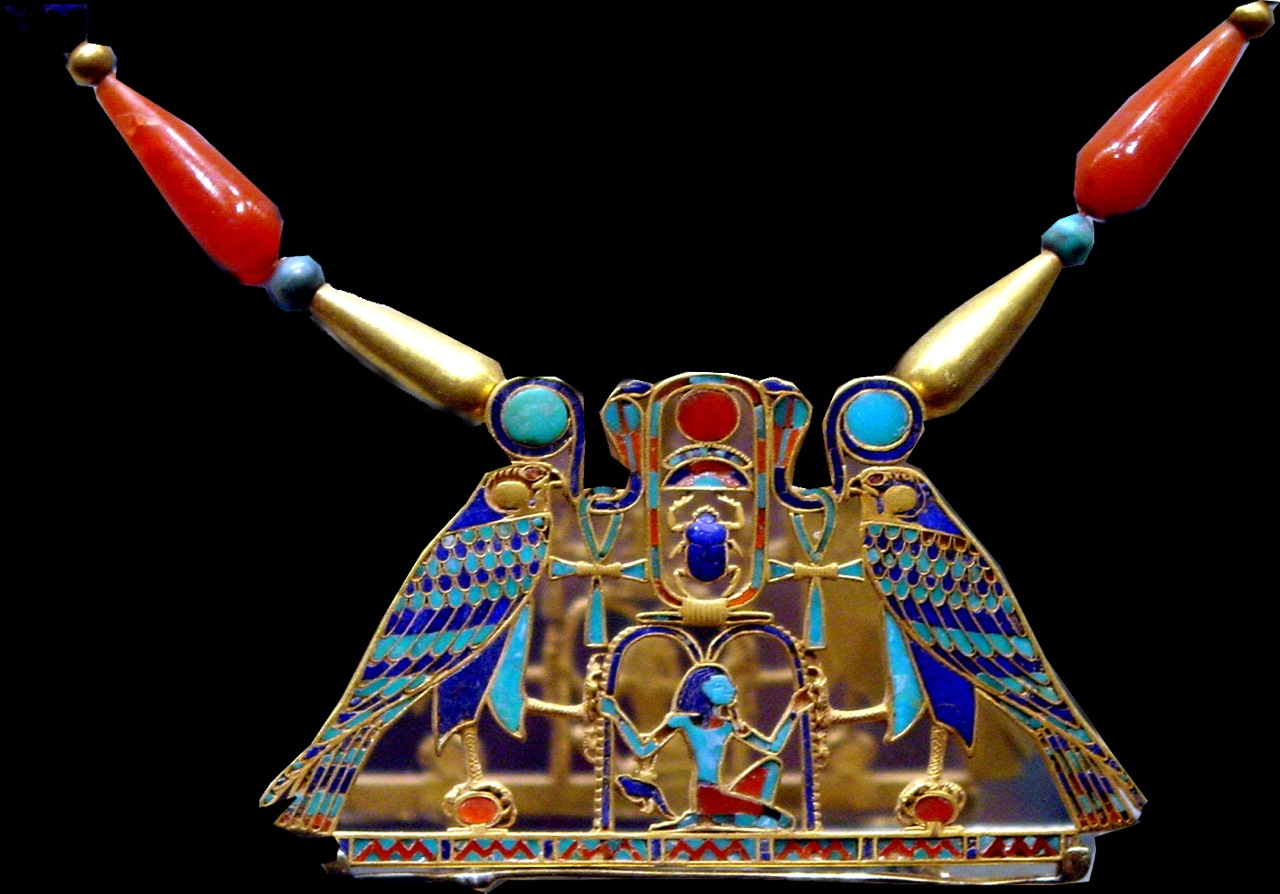
Pektoral aus dem Grab der Sithathoriunet mit dem Thronnamen von Sesostris II.

Sesostris II. war der vierte altägyptische König (Pharao) der 12. Dynastie (Mittleres Reich), er regierte etwa von 1845/44 bis 1837 v. Chr. (nach Beckerath: 1882 bis 1872 v. Chr.). Im Königspapyrus Turin sind für seine Regierungsdauer 19 Jahre vermerkt. Denkmäler aus seiner Regierungszeit deuten nur auf eine Regierungszeit von 8 bis 9 Jahren hin.

## Familie
Sesostris II. gilt als Sohn seines Vorgängers Amenemhet II., jedoch gibt es für diese Beziehung keine stichhaltigen Anhaltspunkte. Gemahlin war Chenmetneferhedjet I. die Ältere, bei der der Titel Königstochter fehlt und die somit bürgerlicher Herkunft war. Nofret II., deren Sitzstatuen in Tanis aufgefunden wurden und die in enger Beziehung zum König stand, wird als seine Tochter betrachtet, da sie nicht den Titel „Königsgemahlin“ trägt. Eine Königstochter Neferet wird zusammen mit weiteren Angehörigen der Königsfamilie auf einem Papyrus aus Lahun genannt, der sich heute in Berlin befindet. Weitere Töchter waren Itakayt (II.) und vielleicht Sithathoriunet. Als Söhne sind der Thronnachfolger Sesostris III. und Sesostris-Senebwer bekannt.

## Herrschaft
Sesostris II. bestieg im 32. oder 33. Regierungsjahr von Amenemhet II. als Mitregent den Thron. Die Koregentschaft währte drei Jahre lang bis zu Amenemhets Tod im 35. Regierungsjahr.
Die Regierungszeit von Sesostris war vorwiegend friedlich geprägt, da keine militärischen Unternehmungen überliefert sind. Bezeugt sind dafür mehrere Steinbruchexpeditionen, die der Gewinnung von Baumaterialien dienten.
Zu den größten Errungenschaften des Herrschers zählt die Erschließung und Kultivierung des Fajum-Gebietes. Um Wasser aus dem Moeris-See umzuleiten und landwirtschaftliche Nutzfläche zu gewinnen, ließ der König mehrere Dämme und Kanäle anlegen. Mit der Intensivierung der Landwirtschaft erlebte der Fajum einen Aufschwung und es entstanden neue Siedlungen. Daneben ordnete Sesostris den Bau von Denkmälern an, wie etwa des Heiligtums bei Qasr es-Sagha. Viele dieser Bauwerke wurden nie vollendet, da der König bereits vor ihrer Fertigstellung verstarb. Spätere Herrscher setzten die Erschließung des Fajums im Laufe der 12. Dynastie fort.
Über den Hofstaat des Herrschers ist wenig bekannt. Inpy hatte das Amt eines Vorstehers der Torwache inne und wurde nahe der Pyramide des Herrschers bestattet. Bedeutende Gaufürsten dieser Zeit waren Chnumhotep II. von Beni Hassan, Sarenput II. von Assuan, Uchhotep III. von Mair und Thothotep von El-Bershe.
Aufgrund der langen Regierungszeit seines Vorgängers Amenemhet II. war Sesostris II. wohl schon sehr alt, als er Mitregent wurde, und starb am 14. Peret IV.

## Belege
Besonders viele Zeugnisse sind von Sesostris II. nicht überliefert. Aus Hierakonpolis stammt eine schwarze Granitstatue des Königs. Zwei weitere Granitstatuen von Nofret wurden in Tanis aufgefunden, die womöglich Ramses II. dort hintransportieren ließ. Ramses verbaute in Ehnasja el-Medina bei Herakleopolis auch einige Steine von Sesostris’ Pyramidenkapelle in Illahun. Aus dem Wadi Gasus am Roten Meer stammt eine Stele, die ins erste Regierungsjahr datiert. Eine Inschrift im Wadi Hammamat erinnert an eine Expedition im zweiten Jahr. Die Jahre 35/3 der Koregentschaft bezeugt eine Inschrift nahe Assuan. Weiterhin wird der König in den Privatgräbern der Gaufürsten Chnumhotep II. und Thothotep in Beni Hassan bzw. El-Bershe erwähnt.
Aus dem Hathortempel bei den Türkisminen in Serabit el-Chadim stammt eine kopflose kniende Statuette, die den Eigen- und Horusnamen von Sesostris II. trägt.
Eine kleine Sandsteinstele aus den Dioritminen bei Toschka am zweiten Nilkatarakt datiert ins achte Regierungsjahr und deutet womöglich auf eine friedliche Nubienpolitik hin.

## Grabmal

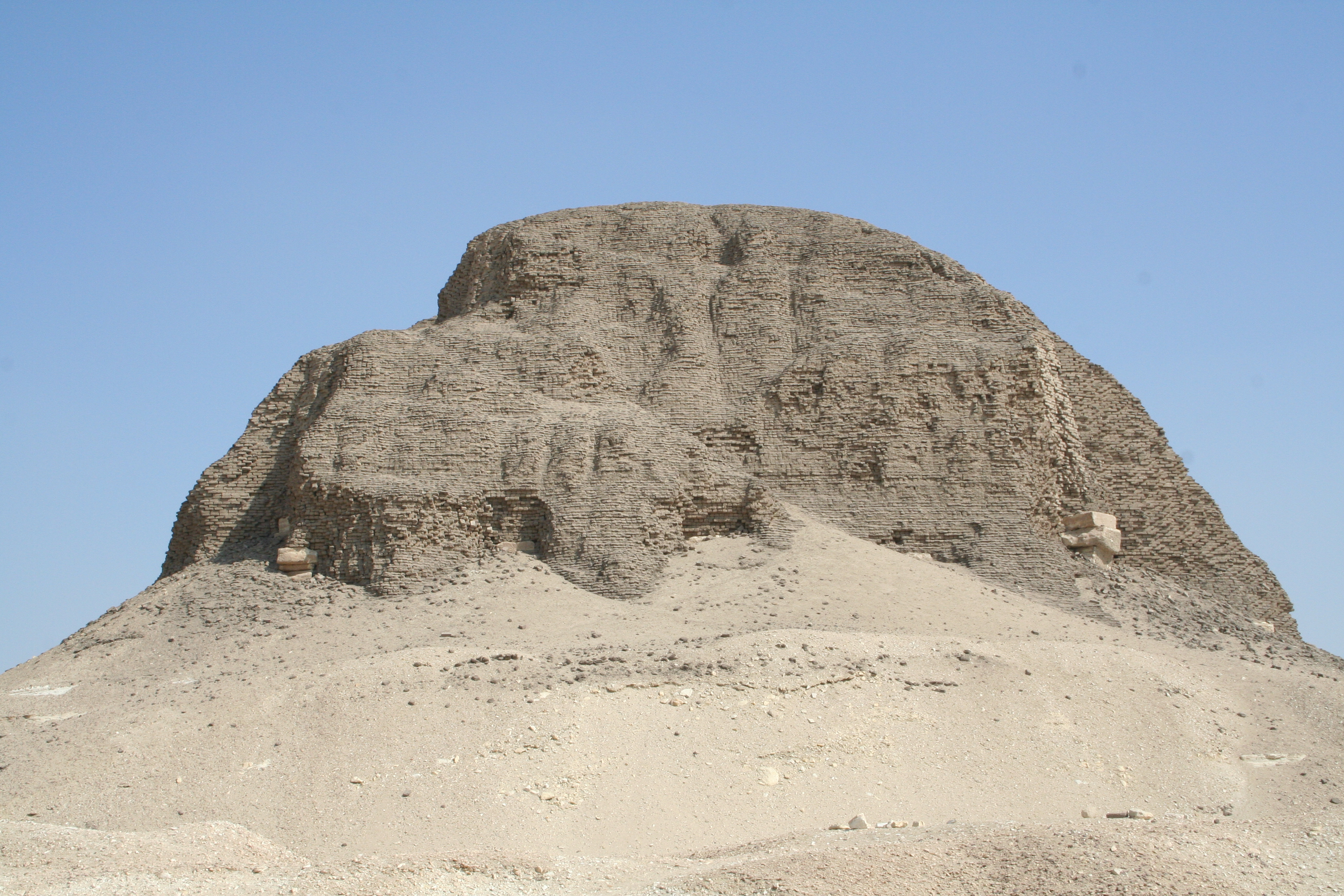
Lehmziegelkern der Sesostris-II.-Pyramide.

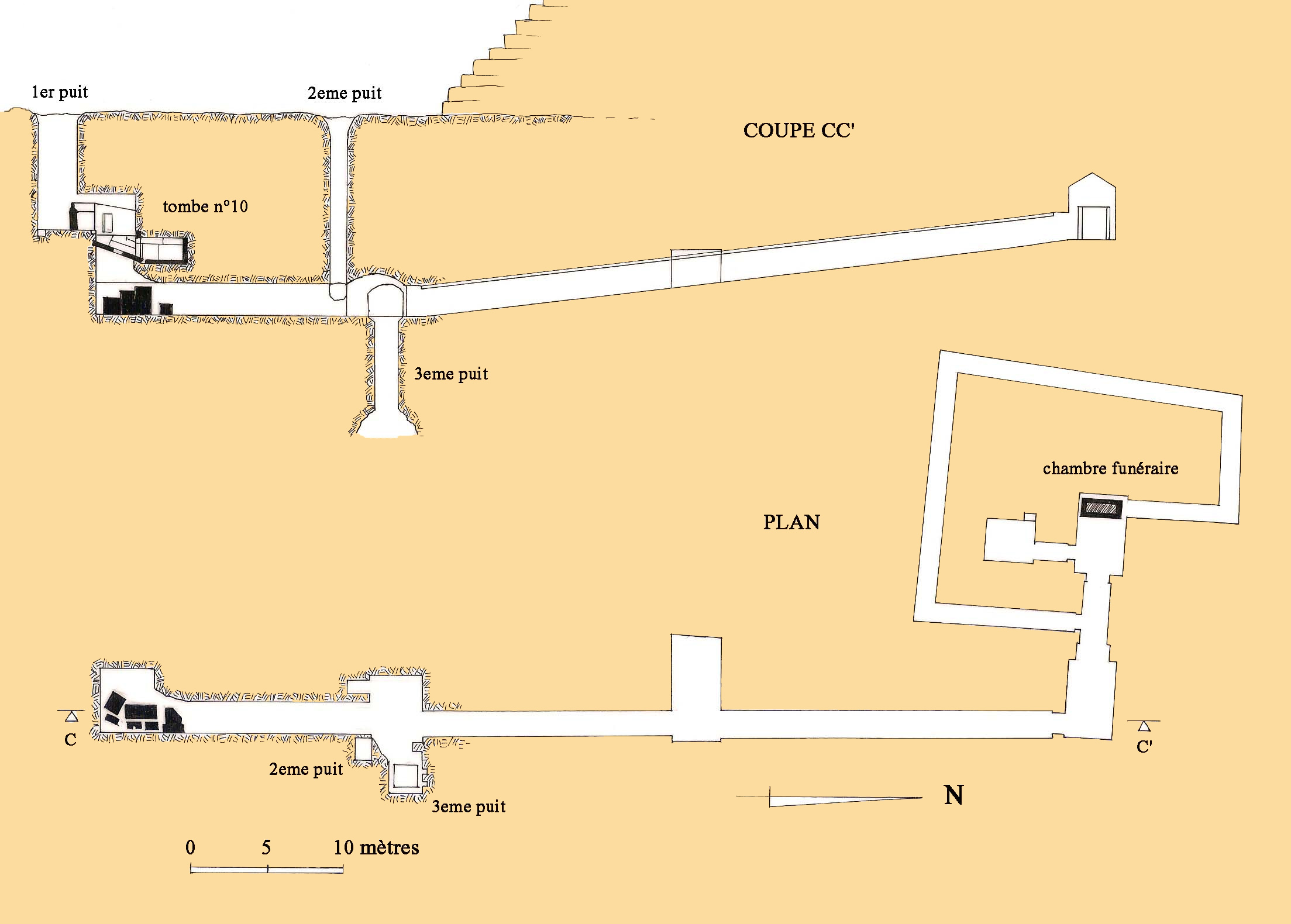
Plan und Schnitt durch die Innenräume der Pyramide.

Sesostris II. wählte als Standort für seinen Pyramidenkomplex die Stadt Illahun am Eingang des Fajum-Beckens. Die Entscheidung hing sicherlich mit den Interessen des Königs in diesem Gebiet zusammen. Die Pyramide, von der heute nur noch ein Lehmziegelkern steht, war ursprünglich 49 Meter hoch mit einer Seitenlänge von 106 Metern und ähnelte dem Bau seines Großvaters Sesostris I.
Die Pyramide besteht aus einem Kalksteinskelett, aufgefüllt mit Lehmziegeln und verkleidet mit Kalksteinplatten. Als wesentliche Neuerung gilt ein in den Fels gehauener Graben rund um das Grab, der mit Steinen aufgefüllt war und die unterirdische Grabkammer vor eindringendem Wasser schützen sollte. Der Eingang befand sich zum ersten Mal nicht wie üblich in der Mitte der Nordseite der Pyramide, sondern war südwestlich unter dem Grab einer Prinzessin versteckt.
Ein 16 Meter tiefer Schacht führt hinunter zu einem Korridor, der an einer Stelle von einem Brunnen mit unbekannter Tiefe unterbrochen wird. Dahinter steigt der Gang leicht an und führt an einer großen Kammer sowie einem Seitentunnel vorbei. Der Gang endet in der Grabkammer, wo der rote Granitsarkophag und ein Osiris sowie Anubis geweihter Opfertisch steht. Eine Öffnung in der Nordwestecke der Grabkammer führt über einen umlaufenden Korridor wieder zurück zum Seitentunnel.

### Plünderungen
Der Pyramidenbezirk in Illahun ist wiederholt von Grabräubern aufgesucht worden. Bereits unter Ramses II. wurde die Kalksteinverkleidung der Pyramide abgetragen, wodurch der Verfall des Bauwerkes programmiert war. Flinders Petrie fand im Pyramidenschutt den goldenen Uräus von Sesostris II., der sich heute im Museum Kairo befindet.

### Umfeld des Grabmals
Innerhalb des von einer Ziegelmauer umschlossenen Pyramidenbezirkes befinden sich neben der Pyramide des Königs noch eine kleine Königinnenpyramide und diverse Mastabas der hohen Hofbeamten, die jedoch sehr zerstört waren. Eine herausragende Persönlichkeit war wohl der Vorsteher der Torwache Inpy, der auch Leiter aller königlichen Bauarbeiten im ganzen Land war und vielleicht den Pyramidenbau leitete.
Im Grab der Sithathoriunet, das zusammen mit anderen Prinzessinnengräbern an der Südostseite liegt, fand man neben dem Sarkophag und Kanopenkrügen noch goldene Ringe, Halsketten, Pektorale, ein Diadem und vieles mehr. Ein kleiner, mit schönen bemalten Reliefs dekorierter Tempel wurde zur Zeit von Ramses II. abgetragen.
An der Südwestecke des Pyramidenbezirks wurden drei Barken aus Zedernholz entdeckt.

### Taltempel und Pyramidenstadt

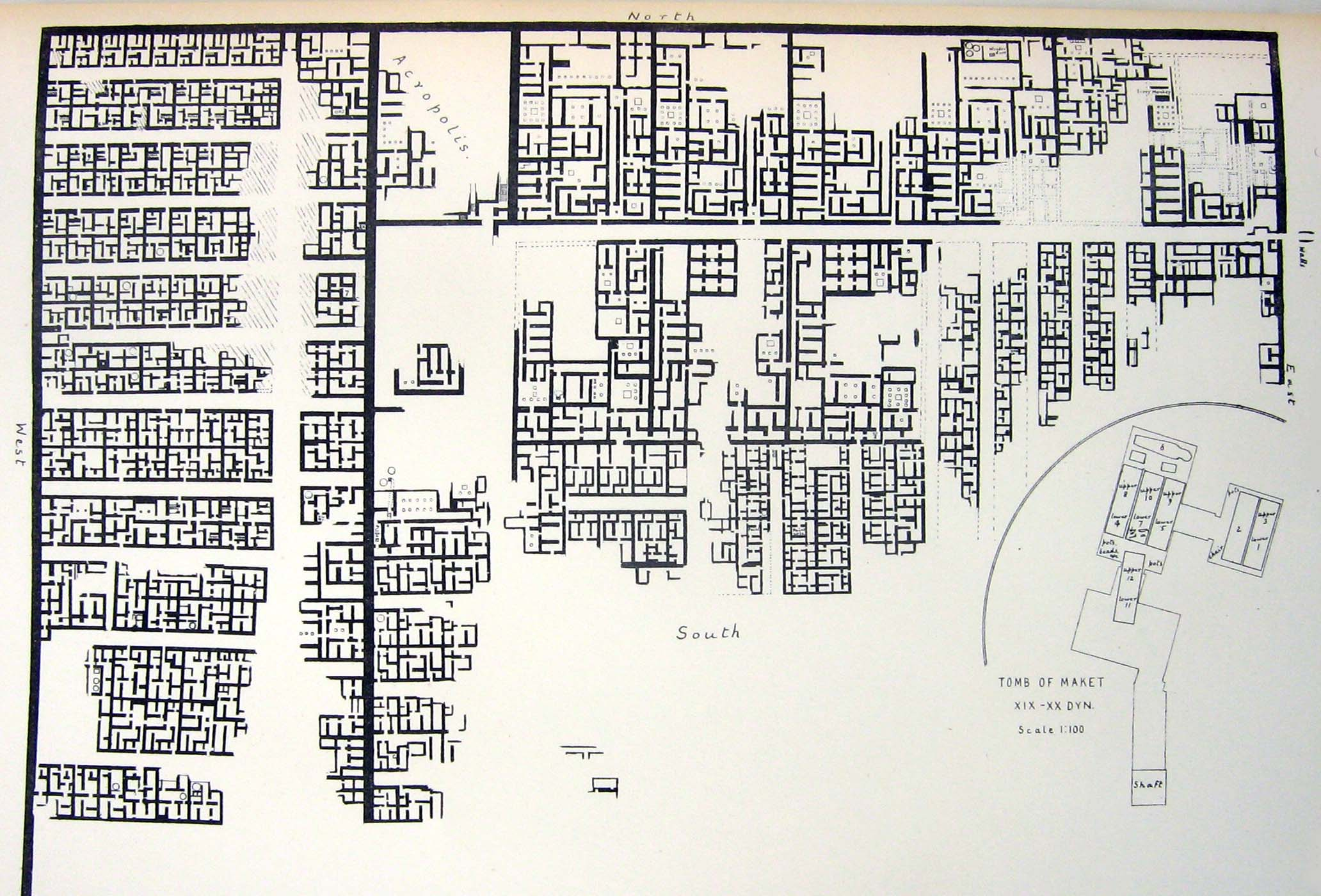
Plan der Pyramidenstadt Kahun.

1,5 Kilometer östlich stand der Taltempel, allerdings scheint er nicht mit der Pyramide verbunden gewesen zu sein. Im Tempelbereich konnten mehrere wichtige Papyri (Lahunpapyri) geborgen werden, die Aufschluss über Wirtschaft und Verwaltung, aber auch über Medizin, Religion, Astronomie und Literatur zur Zeit der 12. Dynastie geben. Die meisten datieren in die Regierungszeit von Sesostris III.
In der Nähe des Tempels grub Flinders Petrie 1889 eine rechtwinklig angelegte Pyramidenstadt beim heutigen Ort Kahun aus, die nach einem einheitlichen Plan errichtet wurde und zeitweilig mehr als 5.000 Menschen beherbergte. In der Stadt wohnten königliche Beamte und Priester, aber auch Handwerker und Arbeiter, die am Bau des Pyramidenbezirkes mitwirkten.
Weitere Bautätigkeiten sind in Nubien am zweiten Nilkatarakt bezeugt. Dort ließ Sesostris II. die von Amenemhet II. begonnenen Arbeiten an der Festung Mirgissa fortsetzen.

## Regierungsdauer
Bei Manetho werden Sesostris II. und Sesostris III. zusammen als ein König mit einer Regierungszeit von 48 Jahren gewertet. Der Papyrus Turin gibt Sesostris II. 19 Jahre, die  mit der vermuteten Zeit der Alleinherrschaft von Sesostris III. übereinstimmen würden. Jürgen von Beckerath hält daher eine Vertauschung der Angaben im Turinpapyrus für möglich und ordnet Sesostris II. die bei Amenemhet II. stehenden 10+x Jahre zu.
| Neue Zuordnung der Regierungsdaten im Turiner Königspapyrus nach Beckerath |                 |                                 |                                 |
| Herrscher                                                                  | Gesamtregierung | Regierungsjahre nach Pap. Turin | Neue Zuordnung (nach Beckerath) |
| Amenemhet II.                                                              | 34+x            | 10(+x?)                         | 30(+x)                          |
| Sesostris II.                                                              | 8+x             | 19                              | 10                              |
| Sesostris III.                                                             | 19+x            | 30(+x)                          | 19                              |

Das höchste zeitgenössisch belegte Regierungsjahr für Sesostris II. ist Jahr 8 oder 9 und findet sich auf einer Stele aus den Steinbrüchen bei Toschka in Unternubien. Die meisten Ägyptologen, wie etwa Thomas Schneider, Ian Shaw oder Darrell D. Baker, plädieren für eine kurze Regierungszeit von 8 Jahren.